# Пазин
Па́зин (хорв. Pazin, нім. Mitterburg, італ. Pisino) — місто на південному заході Хорватії в центральній частині п-ва Істрія, адміністративний центр Істрійської жупанії.

## Географія
Пазин розташувався посередині півострова Істрія, на плато, яке оточують пагорби, формуючи котловину. Старе місто розташовано на стрімких скелях, попід якими зяє прірвою річечка Пазинчиця, що тече в карстових породах, створюючи тим самим геологічне явище, відоме як Пазинська печера. Зі старої частини місто розрослося на захід або ж на задній бік Пазинської печери. Річечка Пазинчиця на своєму шляху створює ще й знаменитий водоспад Заречкі кров — ставок якого в літні місяці приваблює молодих мешканців Пазина, що знаходять тут можливість освіжитися, адже Пазин характеризується континентальним кліматом із жарким літом. Завдяки своєму розташуванню в серединній Істрії, зими в Пазині холодні, подеколи з туманами, а завдяки балці, у якій лежить місто, літо дуже спекотне. Через його положення в самому серці Істрії Пазин пов'язано автодорогами з усіма містами Істрії. Через місто проходить і мережа автострад, названа за формою розгалуженості Істрійський іпсилон, яким Пазин крізь тунель Учка сполучено з Рієкою та рештою хорватських міст. Через Пазин також проходить залізнична гілка, яка забезпечує пряме сполучення з Пулою, тоді як з рештою Хорватії місто з'єднується тільки мережею словенських залізниць.

## Історія
Пазин вперше згадано як Castrum Pisinium (Пазинський замок) в 983 р. у дарчій грамоті імператора Священної Римської імперії Оттона II для Порецької єпархії. Потім він належав до імператорської марки Істрія, яка спочатку перебувала під владарюванням новоствореного герцогства Каринтія в 976 р., але була відділена разом з маркою Крайна в 1040 році.
У ХІІ ст. замок Міттербург був у володінні графа Нижньої Крайни Мейнарда фон Шварценбурга, який обіймав посаду війта єпископів Пореча (в латинських документах він відомий як Cernogradus) і заснував Пазинське князівство. Після його смерті, Пазин успадкував його зять граф Горіції Енгельберт III в 1186 р.
Поки більшість Істрії поступово приєднувала до себе Венеція, нащадок Енгельберта граф Горіції Альберт III 1374 року відписав свій маєток Міттербург дому австрійських Габсбургів, які долучили його до герцогства Крайна і віддавали в лен різним династіям. 1822 р. Австрія зробила Пазин адміністративним центром Істрійського округу Австрійського Примор'я.
У другій половині XIX ст. Пазин став одним із центрів хорватського культурного відродження, тут створюють читальню, хорватську гімназію і народний дім. Всі ці установи було скасовано, коли після Першої світової війни Пазин в 1918 р. окупувала, а потім і анексувала Італія.
Під час Другої світової війни, після капітуляції Італії, Пазин у вересні 1943 року захопили істрійські партизани. У цьому місті Крайовий національно-визвольний комітет Істрії ухвалив рішення про приєднання Істрії до Хорватії та Югославії. Це рішення в 1947 році було підтверджено Паризьким мирним договором.
Після набуття Хорватією незалежності в 1991 році Пазин, хоча й поступався Пулі за економічною потужністю, було визначено центром Істрійської жупанії здебільшого з історичних причин.

## Населення
Населення громади за даними перепису 2011 року становило 8 638 осіб, 2 з яких назвали рідною українську мову. Населення самого міста становило 4 386 осіб. Станом на 2021 рік чисельність населення агломерації становила 8 279 осіб, міста — 3 981 мешканців. 
Динаміка чисельності населення громади:
Динаміка чисельності населення міста:

## Населені пункти
Крім міста Пазин, до громади також входять: 
- Берам
- Бертоші
- Брайковичі
- Бутоніга
- Грдосело
- Хеки
- Єжень
- Кащерга
- Кршикла
- Линдар
- Ловрин
- Трвиж
- Вела Траба
- Забрежани
- Замаск
- Замаський Дол
- Заречє

## Клімат
Середня річна температура становить 11,80°C, середня максимальна – 25,35°C, а середня мінімальна – -2,36°C. Середня річна кількість опадів – 1066 мм.
| Клімат міста                                  | Клімат міста | Клімат міста | Клімат міста | Клімат міста | Клімат міста | Клімат міста | Клімат міста | Клімат міста | Клімат міста | Клімат міста | Клімат міста | Клімат міста | Клімат міста |
| Показник                                      | Січ.         | Лют.         | Бер.         | Квіт.        | Трав.        | Черв.        | Лип.         | Серп.        | Вер.         | Жовт.        | Лист.        | Груд.        |              |
| Середній максимум, °C                         | 8,92         | 9,61         | 12,26        | 16,24        | 20,81        | 24,70        | 25,35        | 24,86        | 20,33        | 15,99        | 11,09        | 8,22         |              |
| Середня температура, °C                       | 3,28         | 3,97         | 6,62         | 10,59        | 15,18        | 19,07        | 21,53        | 21,04        | 16,50        | 12,19        | 7,26         | 4,40         |              |
| Середній мінімум, °C                          | −2,36        | −1,66        | 1,00         | 4,96         | 9,54         | 13,42        | 17,71        | 17,22        | 12,69        | 8,38         | 3,46         | 0,58         |              |
| Норма опадів, мм                              | 78           | 64           | 78           | 89           | 76           | 91           | 66           | 91           | 94           | 116          | 125          | 98           |              |
| Середньомісячна швидкість вітру, м/с          | 1.96         | 2.23         | 2.44         | 2.45         | 2.20         | 2.10         | 2.04         | 2.00         | 1.98         | 2.12         | 2.22         | 2.13         |              |
| Середньомісячна сонячна радіація, кДж/м²·день | 4522         | 7434         | 10677        | 14958        | 19240        | 20770        | 21830        | 18808        | 13974        | 9022         | 4967         | 3817         |              |
| --------------------------------------------- | ------------ | ------------ | ------------ | ------------ | ------------ | ------------ | ------------ | ------------ | ------------ | ------------ | ------------ | ------------ | ------------ |
| Джерело:                                      |              |              |              |              |              |              |              |              |              |              |              |              |              |

## Відомі особистості
В поселенні народилась:
- Радойка Шверко (* 1948) — югославська та хорватська співачка.

## Пам'ятки
Теперішнє місто було здебільшого збудовано попід середньовічною фортецею. Нинішній замок Монтекуколі (Montecuccoli) було перебудовано в XV і XVI ст. і розібрано в XVIII і XIX ст. З кінця Другої світової війни це музей.
Пазинський понор (Pazinska jama/Foiba), розташований під замком, є найкращим прикладом карстової гідрографії і морфології в Істрії. Замок і ущелина надихнули Жюля Верна на написання в 1885 році роману «Матіас Сандорф».

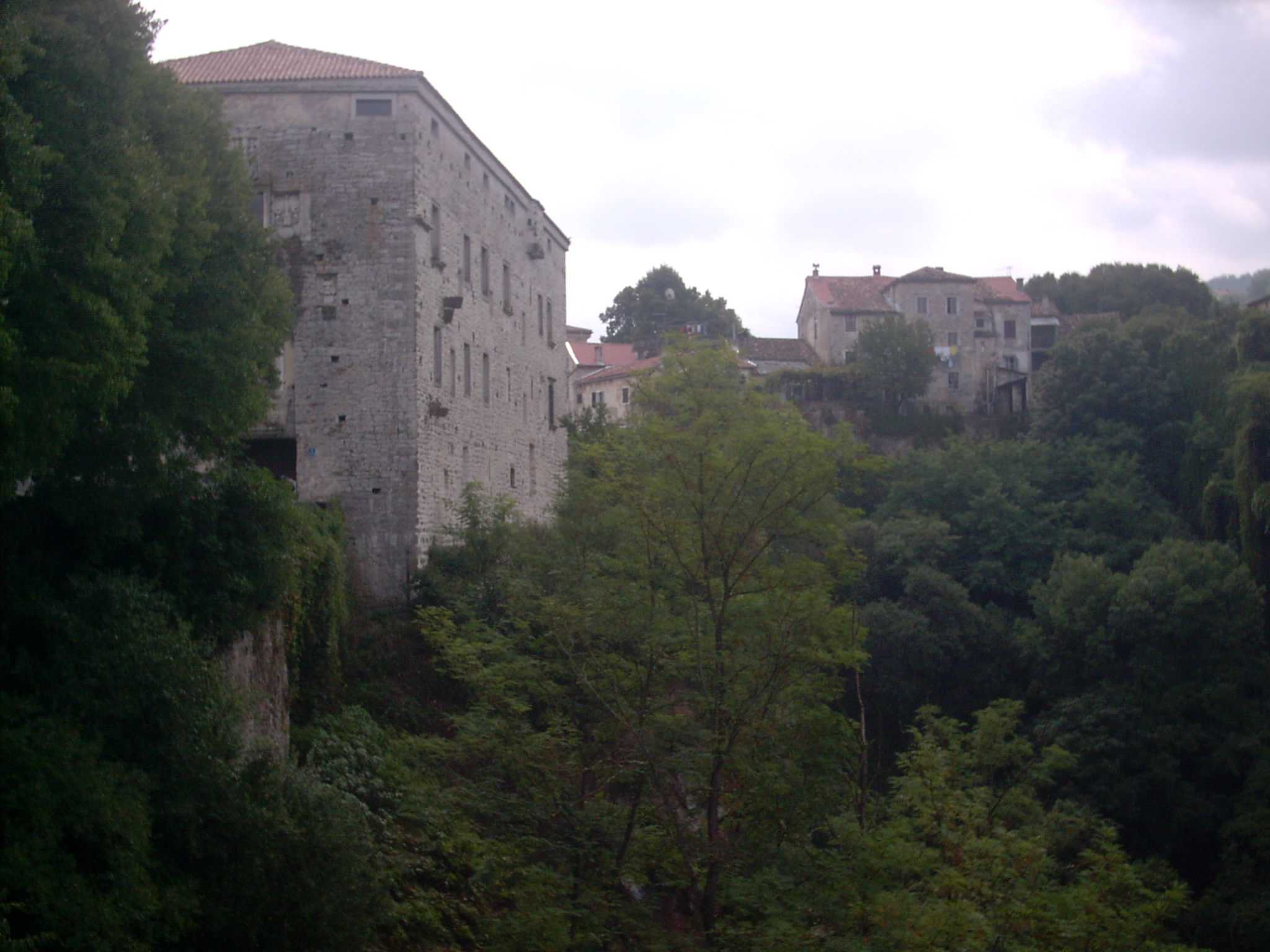
Замок Пазина
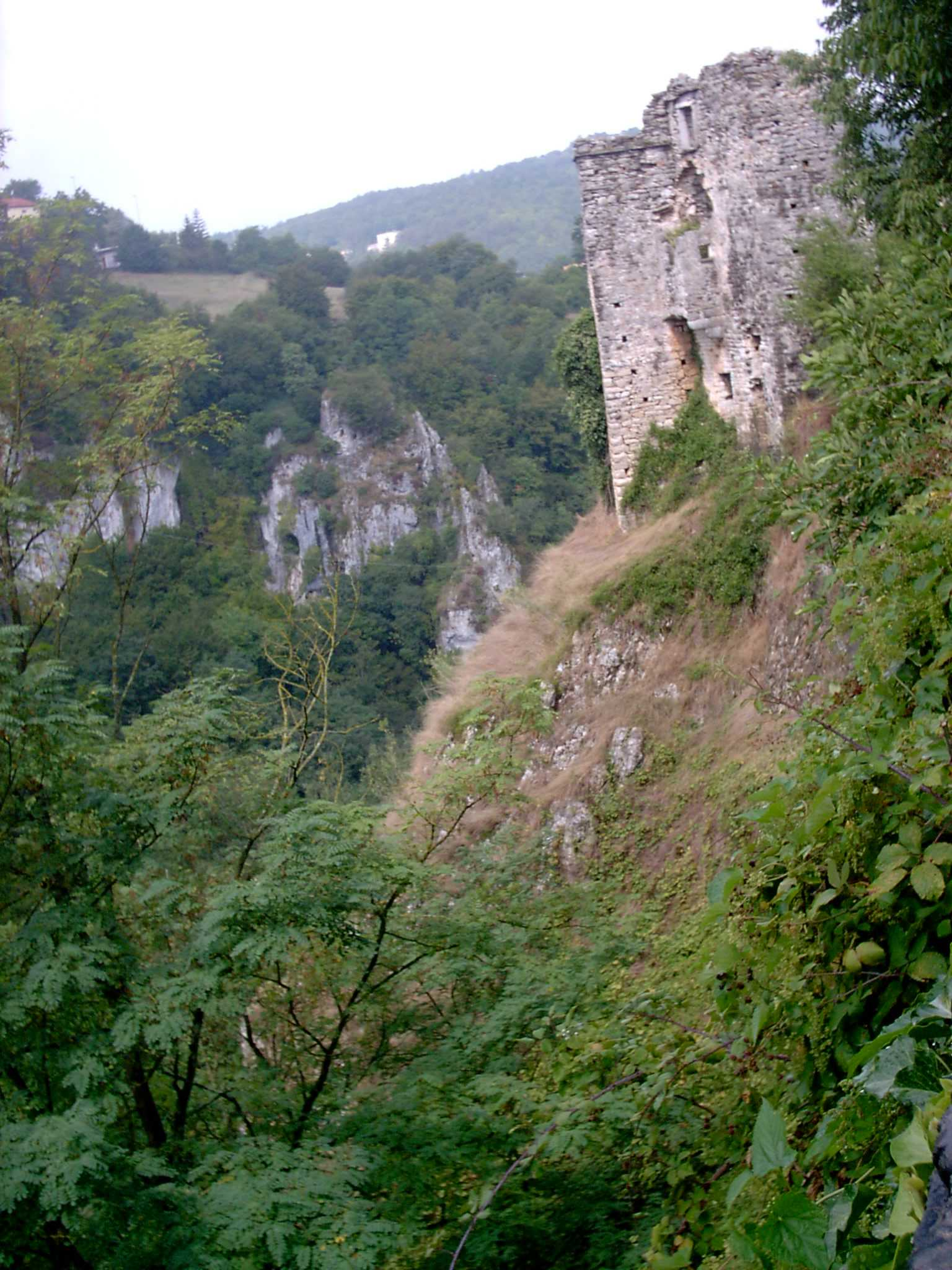
Руїни замку
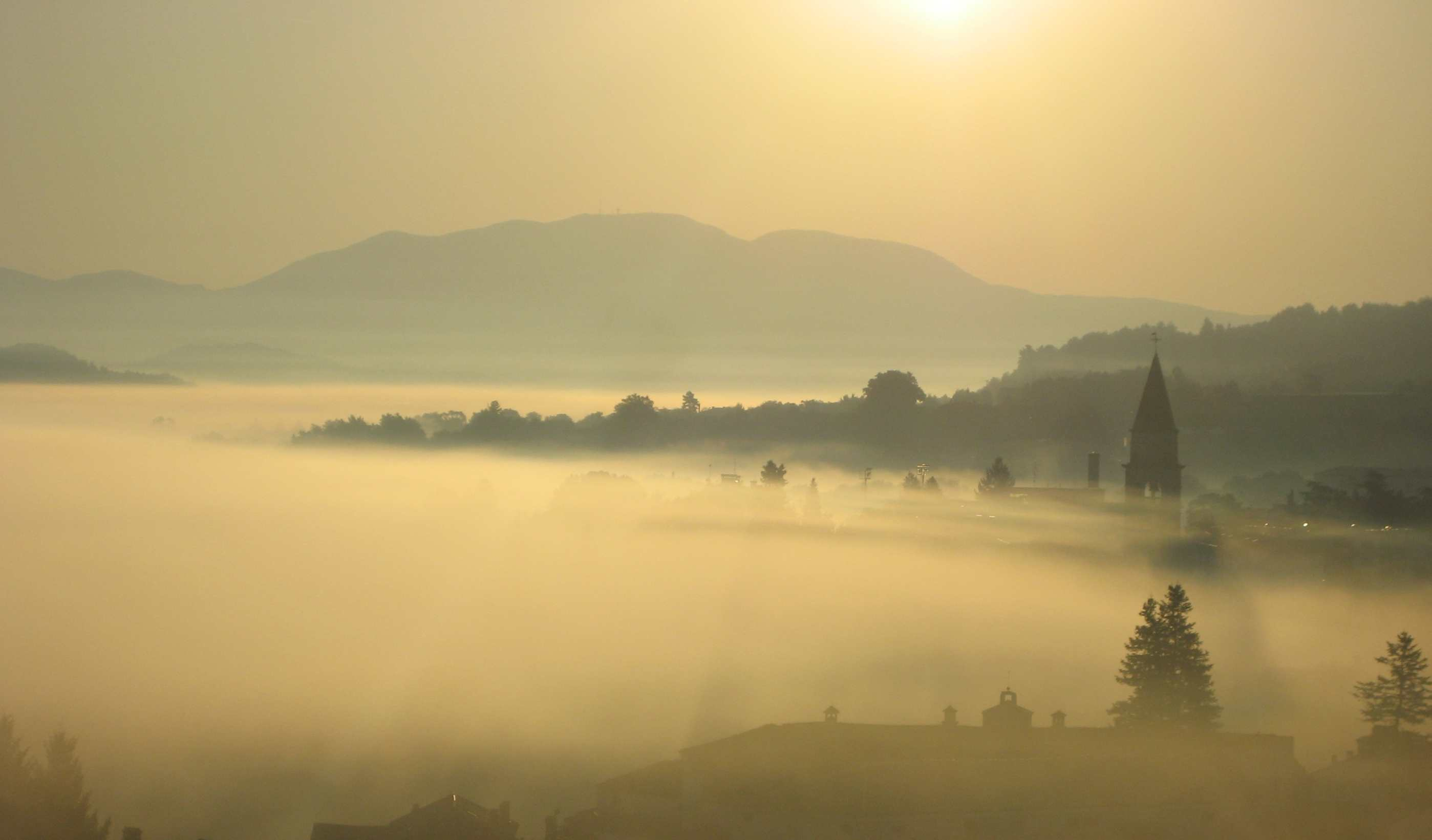
Схід сонця в Пазині
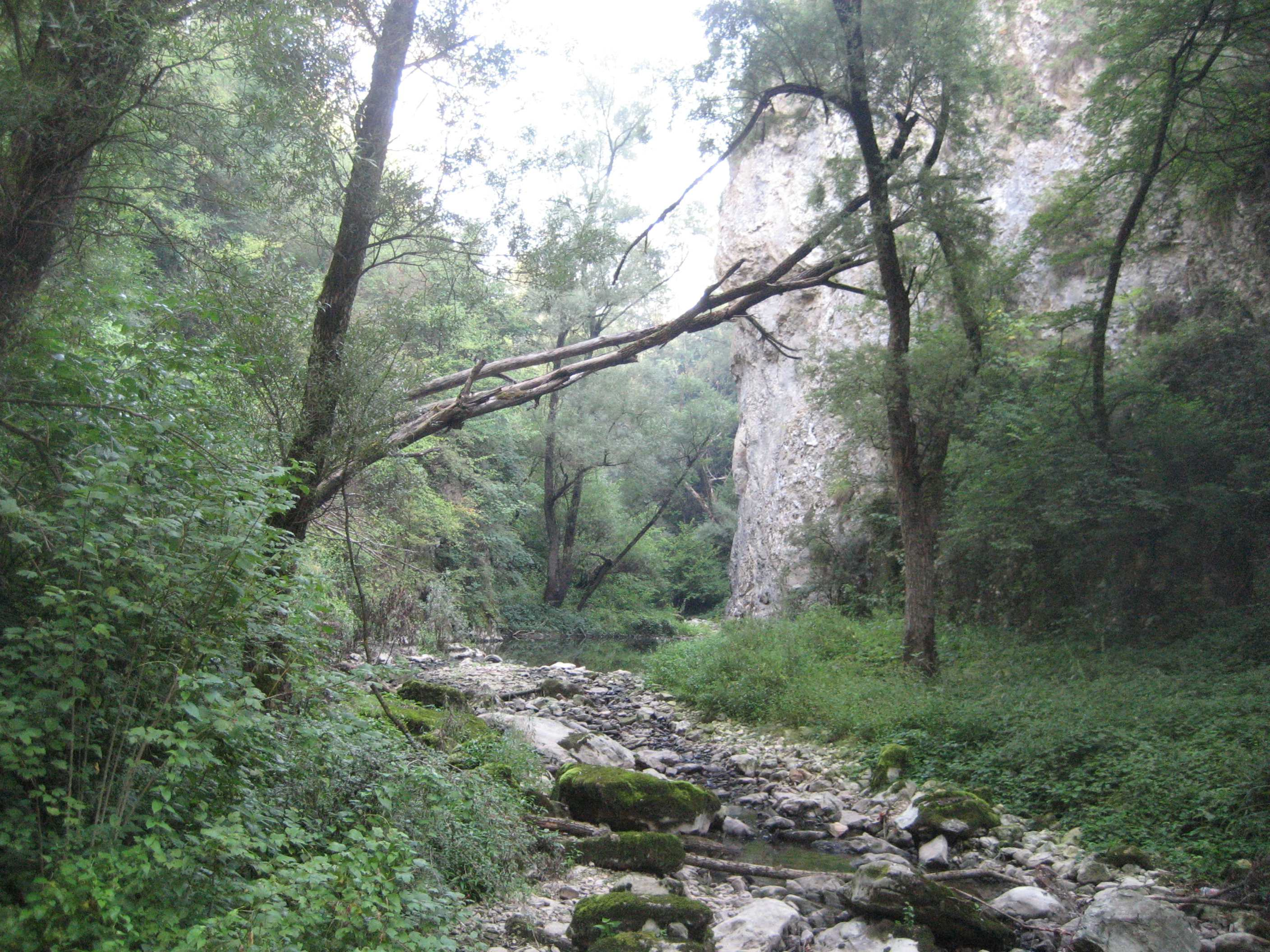
Річечка Пазинчиця
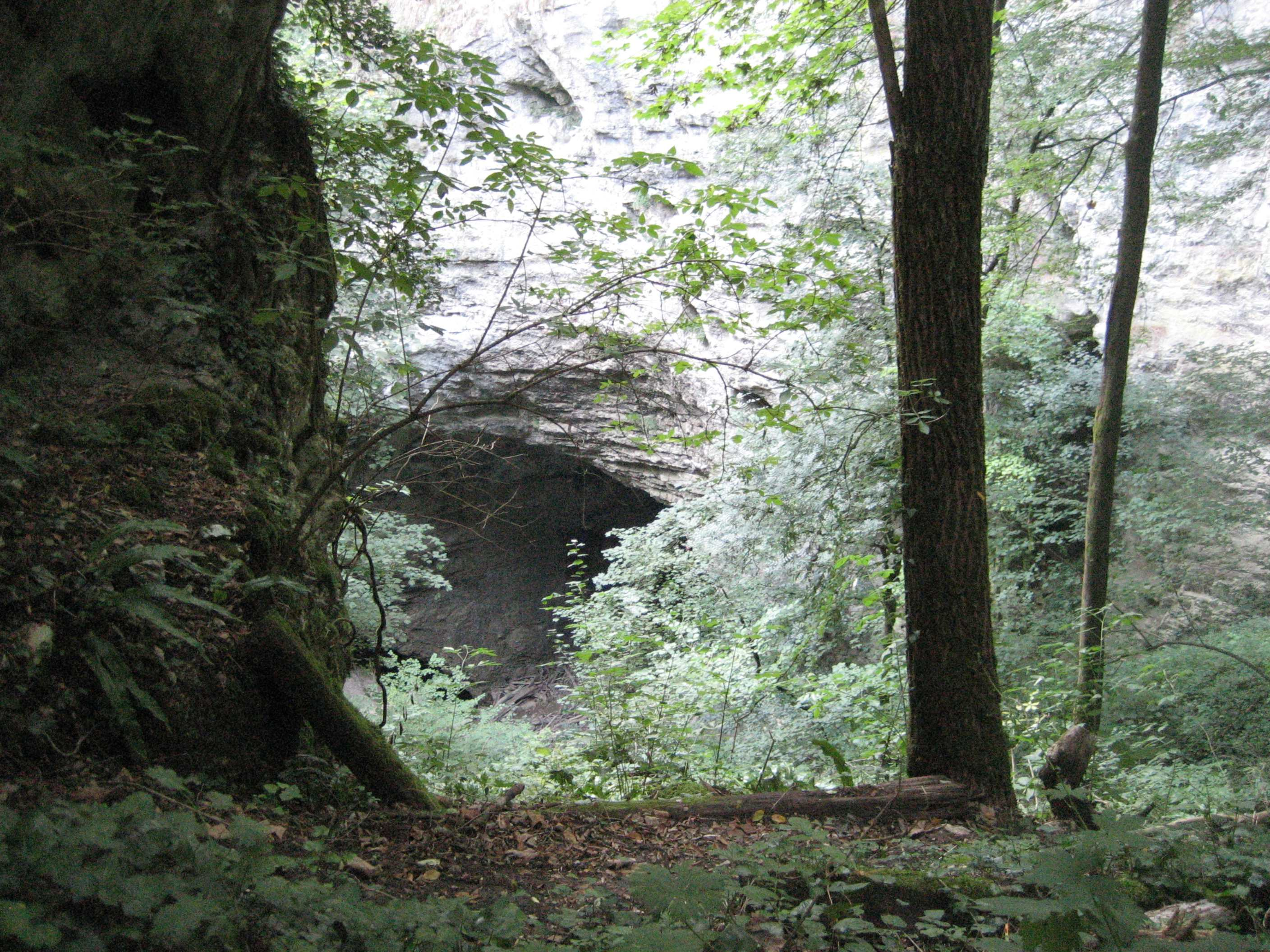
Горловина Пазинчиці
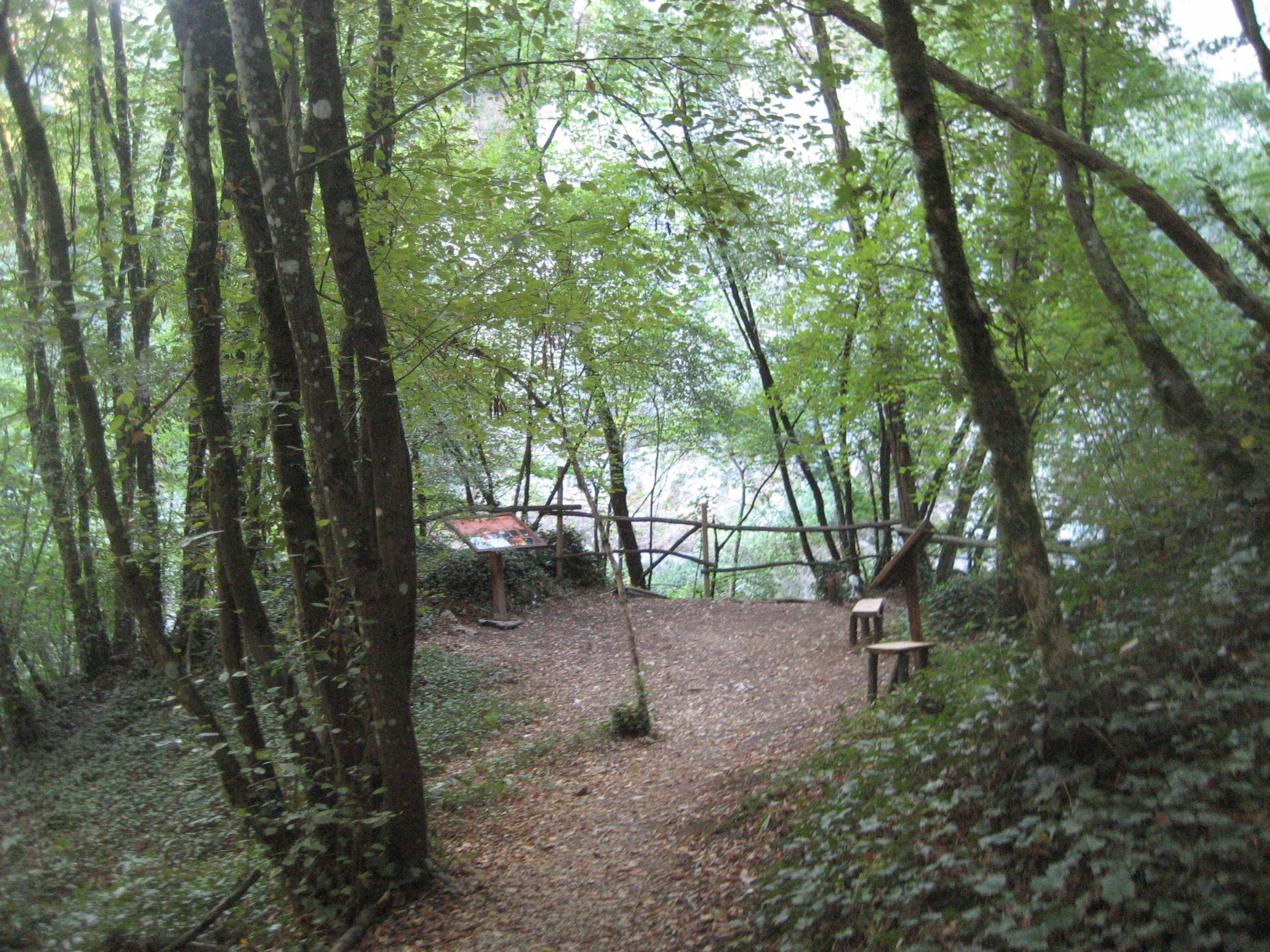
Стежка до Пазинчиці